# 览胜楼
览胜楼最初称为湖山览胜楼，位于中国江苏省南京市玄武区玄武湖公园梁洲（莲萼洲）东北部，传始建于六朝，清宣统元年（1909）由新军统制徐绍桢重建，以作为邀集文人雅士联吟结社之处。建筑为两层的方形楼阁，建筑面积175平方米，重檐攒尖顶上覆以绿琉璃瓦，内悬居正所书匾额，登楼可一览玄武湖和钟山胜景。